# Chita (tỉnh)
Chita Oblast (tiếng Nga: Чити́нская о́бласть), Chitinskaya oblast) là một tỉnh của Nga. Tỉnh này có diện tích 431500 ki-lô-mét vuông, dân số 1.155.346 người. Từ ngày 1 tháng 3 năm 2008, tỉnh Chita sáp nhập với Khu tự trị Agin-Buryat trở thành Vùng Zabaykalsky.